# Резолюция Европейского парламента о поддержке российской демократической оппозиции
Резолюция Европейского парламента о поддержке российской демократической оппозиции принята 29 февраля 2024 года голосованием 506-9 голосов при 32 воздержавшихся, в которой Европейский парламент прямо заявил, что Алексей Навальный был убит, а ответственная за убийство — российская власть и лично Владимир Путин.
Европейский парламент отмечает, что «политическая система России контролируется авторитарным коррумпированным режимом, который имитирует демократию с помощью фальсифицированных выборов, тогда как вся власть сконцентрирована в руках Путина».

## Предыстория
Алексей Навальный скончался 16 февраля 2024 года в исправительной колонии особого режима «Полярный волк» (ИК-3) в посёлке Харп Ямало-Ненецкого автономного округа в возрасте 47 лет. Об этом сообщило региональное Управление Федеральной службы исполнения наказаний (ФСИН) на своём официальном сайте.
Навальный был задержан и отправлен под стражу 17 января 2021 года, сразу после прилёта в Москву из Германии, где он проходил лечение от отравления «Новичком». В России Навальный был осуждён по делу о мошенничестве и по ряду других обвинений, включая создание «экстремистского» сообщества, каковым российский власти признали, в частности, Фонд борьбы с коррупцией. ЕСПЧ, международная правозащитная организация Amnesty International, ряд лидеров западных стран и ведущие западные СМИ признали заключение Навального политически мотивированным.
Находясь в заключении, Навальный испытывал различные проблемы со здоровьем, объявлял голодовку и переносил тяжёлые лишения в условиях штрафного изолятора, в котором он в общей сложности провёл 308 дней. Навальный пытался в судах обжаловать законность своего помещения в ШИЗО, указывая в своих исках на ненадлежащие условия содержания. В январе 2023 года ряд российских врачей подписали открытое письмо российскому президенту Владимиру Путину, где они требовали «прекратить издевательства» над Навальным. В письме заявлялось: «условия содержания и внешний вид Алексея Навального вызывают у нас огромное беспокойство за его жизнь и здоровье. Отказ представителей ФСИН передавать Алексею необходимые лекарства создает прямую угрозу жизни».
В сентябре 2023 года Навального на год перевели в «единое помещение камерного типа» — наиболее суровый режим заключения, предусмотренный в России, применяемый для особо злостных нарушителей режима. В конце 2023 года с Навальным на 20 дней потеряли связь его адвокаты, после чего выяснилось что Навального этапировали из ИК-6 во Владимирской области в ИК-3 в посёлке Харп на Ямале.
Смерть Навального вызвала широкий резонанс в мире. В ряде стран прошли акции памяти, включая Россию, где более 400 участников акций были задержаны. Многие политики в разных странах, в том числе президент США Джо Байден возложили ответственность за смерть Навального на российские власти и лично на Владимира Путина.

## Резолюция
Основные тезисы резолюции включают следующие моменты:
- Российское правительство и Владимир Путин несут как уголовную, так и политическую ответственность за ликвидацию политического оппонента Алексея Навального;
- В связи с устранением политического оппонента поднимается вопрос о легитимности путинской власти;
- Европейский парламент выражает соболезнования как семье Алексея Навального, так и всем сторонникам;
- Европейский парламент поддерживает Юлию Навальную и Фонд борьбы с коррупцией;
- Европейский парламент надеется, что российские власти не будут чинить дополнительные препятствия в желании семьи захоронить тело Алексея Навального;
- Европейский парламент требует «независимого и прозрачного международного расследования точных обстоятельств смерти Алексея Навального и установления ответственных»;
- Европейский парламент требует привлечения к ответственности «политическое руководство России»;
- Европейский парламент призывает ввести санкции против причастных к преследованию Алексея Навального;
- Европейский парламент призвал не ставить знака равенства между народом России и «воинственным, автократическим и клептократическим режимом Кремля»[14];
- Европейский парламент призвал все страны Европейского союза «активизировать усилия по поиску реальных путей освобождения тех, кто страдает от тюремного заключения и репрессий»[15].

## Реакция и аналитика
Внештатный советник болгарской делегации Европарламента и консультанта Free Russia Foundation Петар Танев отмечает, что «Европарламент подчеркнул, что лично Владимир Путин и российское правительство несут ответственность уголовную и политическую ответственность за убийство Навального» и добавляет, что «в отношении России таких заявлений раньше никогда не было. В целом, резолюция Европарламента призвана дифференцировать подвергаемое репрессиям гражданское общество России и тот режим, который сейчас существует в стране».